# Ahargo
 (décembre 2020).
L'Ahargo est une petite montagne à 609 mètres d'altitude qui domine le village de Barcus (Barkoxe en basque) dans les Pyrénées-Atlantiques. Ce mont se situe dans la province de Soule au Pays basque français.
Ce sommet apprécié des randonneurs offre un belvédère sur le village en contrebas, la haute Soule et la chaîne des Pyrénées. On peut y trouver une borne IGN, une croix ainsi qu'une table d'orientation. Un trail y est chaque année organisé (Ahargo Lasterkaz).